# Haplocheirus sollers
Haplocheirus sollers es la única especie conocida del género extinto Haplocheirus de dinosaurio terópodo alvarezsauroide que vivió a finales del período Jurásico, hace aproximadamente 160 millones de años durante el Oxfordiense, en lo que es hoy Asia. Es el miembro más basal de su grupo. y el más antiguo, superando a los demás en unos 63 millones de años. Esto le hace ser unos 15 millones de años más antiguo que la primera ave, Archaeopteryx. Haplocheirus fue descrito en 2010 de un espécimen fósil encontrado en rocas de 161,2 a 158,7 millones de años de la formación Shishugou en la Cuenca Junggar del noroeste de China. La especie tipo es H. sollers, nombre que significa "mano simple habilidosa", en referencia a su comportamiento hipotético de usar sus manos de tres dedos para actividades que otros alvarezsauroides no podían hacer, como capturar presas. Haplocheirus es uno de los mayores alvarezsauroides definitivos conocidos, con 1,9 a 2,3 metros de largo y alcanzando un peso de 10,56 kilogramos. Tenía una agrandada garra en el pulgar de su mano como otros alvarezsauroides, pero retenía los otros dos dedos funcionales como otros celurosaurios basales, a diferencia de los alvarezsauroides más avanzados, en los que sólo el pulgar era significativamente grande y dotado de garra. Tenía largas patas y probablemente era un corredor veloz.

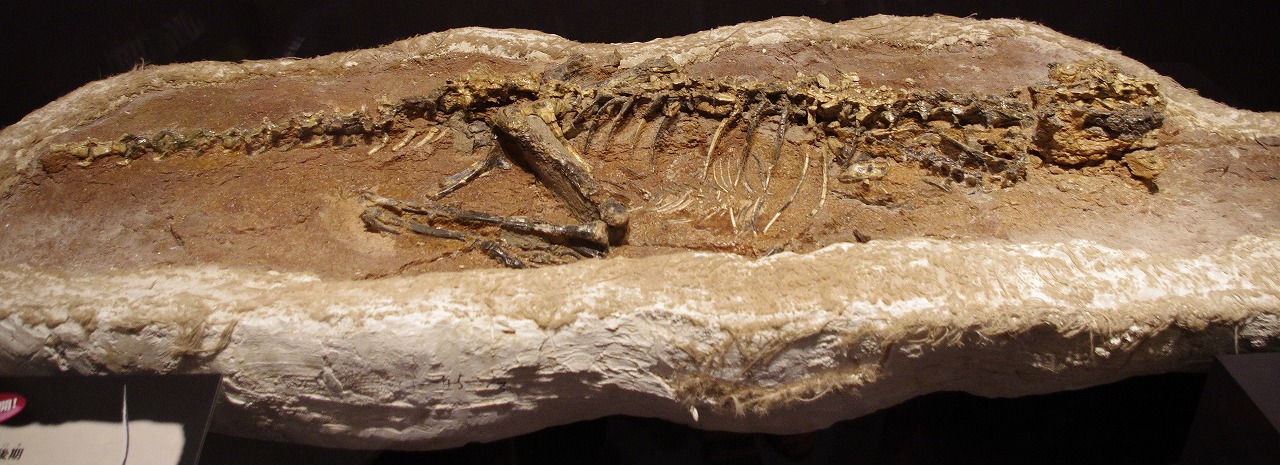
Espécimen Holotipo
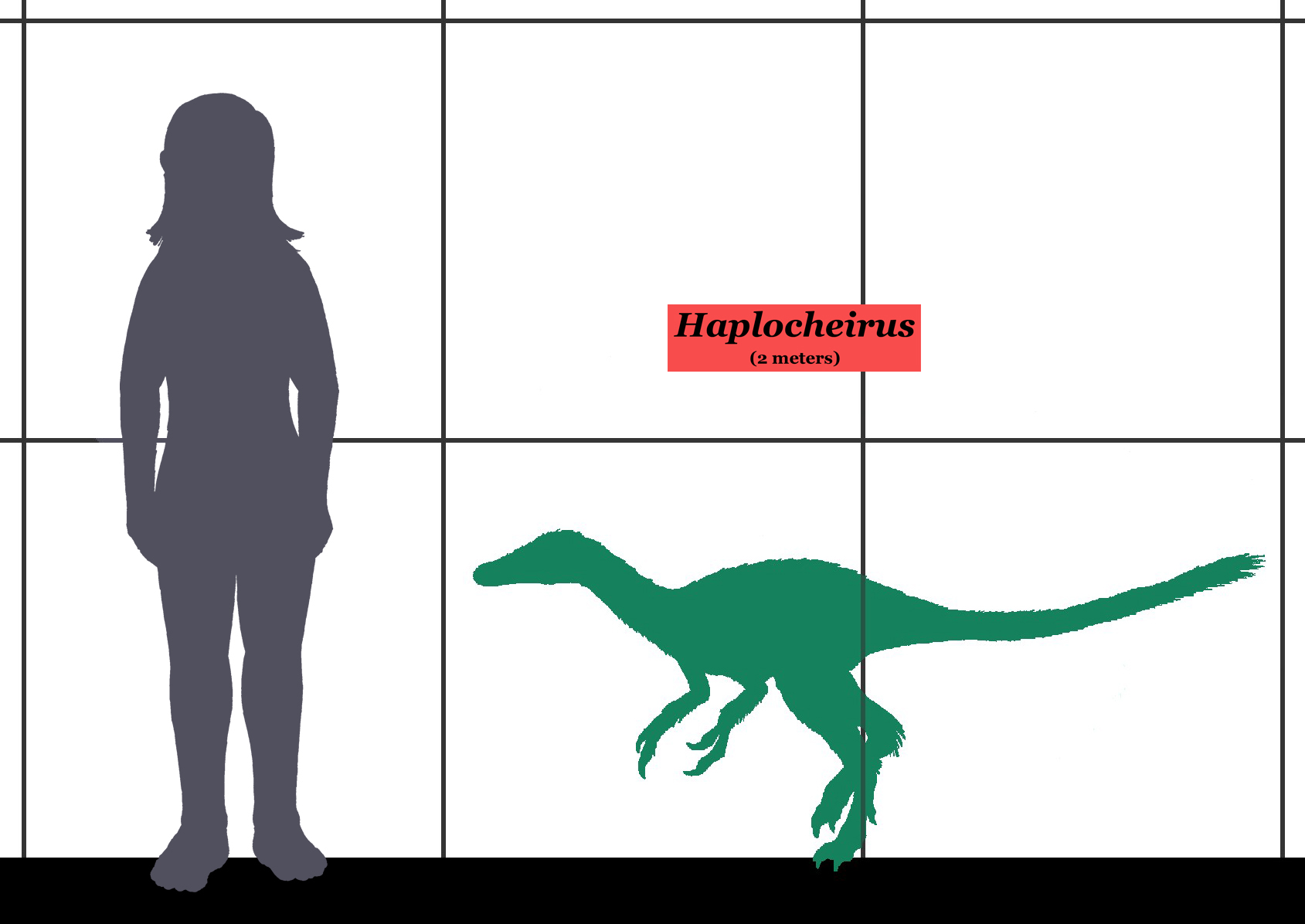
Tamaño de Haplocheirus comparado a un humano.